# Locus amoenus

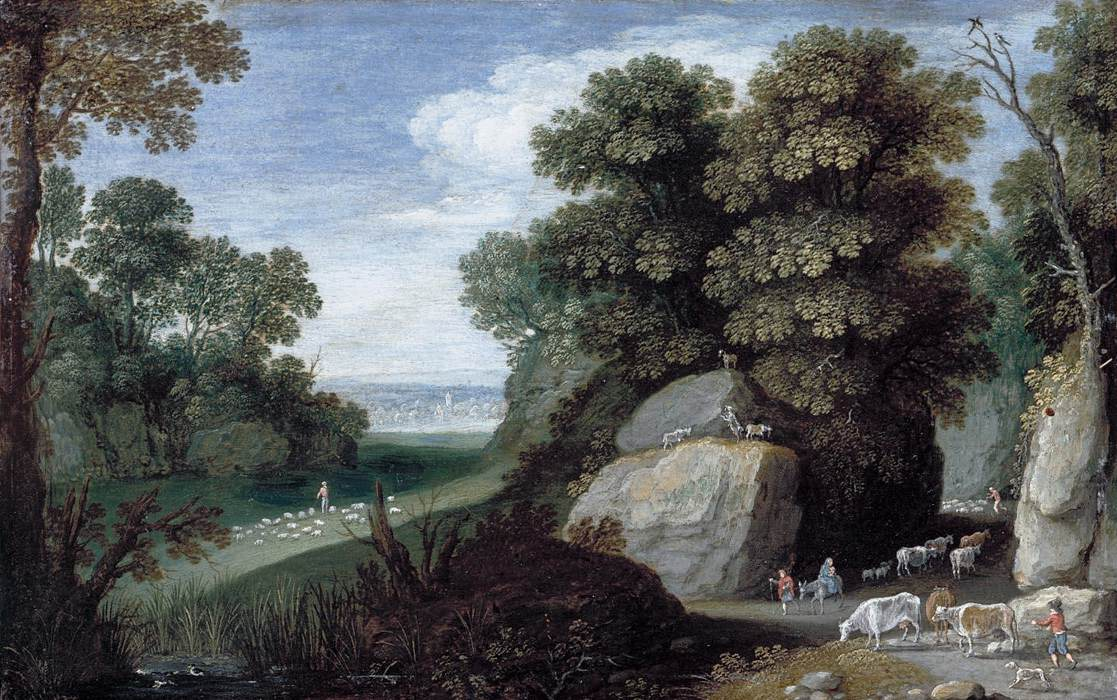
Martin Ryckaert, Paysage pastoral rocheux

Locus amoenus est une expression latine signifiant littéralement « lieu amène » ou de façon plus pratique « lieu idyllique ». Il s'agit d'un terme littéraire — un topos faisant généralement référence à un lieu idéalisé de sécurité ou de confort. Un locus amoenus est souvent un lieu en extérieur de grande beauté, avec des parties ombragées, de petits bois, etc. — en référence au jardin d'Éden ou aux Champs Élysées, c'est-à-dire un lieu loin de tout élément parasite, de toute tentation.

## Étymologie et caractéristiques
amoenus est un adjectif latin qui signifie « amène, agréable, délicieux, charmant ». Ainsi, la traduction littérale de locus amoenus serait « lieu amène ».
Ce lieu amène aurait trois éléments basiques : des arbres, de l'herbe et de l'eau. Souvent le jardin se trouve dans un lieu reculé et a la fonction d'un paysage de l'esprit.

## Usage

### Littérature classique
Mais quand on évoque ce concept, on fait référence à un usage typique de la littérature latine classique, utilisé en particulier lors des époques médiévale et de la Renaissance (bien qu'il soit aussi présent dans la littérature postérieure).
La littérature occidentale utilise ce type de lieux imaginaires dès Homère et il devient un élément de première nécessité dans les œuvres pastorales de poètes comme Théocrite et Virgile. Horace, dans Art poétique (17), et les commentateurs de Virgile tels que Servius reconnaissent que les descriptions des loci amoeni sont devenus des lieux communs rhétoriques.
Dans les Métamorphoses d'Ovide, la fonction du locus amoenus est inversée : au lieu d'offrir un répit du danger, c'est en général la scène de violentes rencontres où il devient le locus terribilis.

### Moyen Âge
Le Moyen Âge fusionne le locus amoenus avec l'imaginaire biblique, comme dans le Cantique des cantiques.
Mathieu de Vendôme fournit de multiples explications sur la manière de décrire le locus amoenus, tandis que Dante Alighieri esquisse un lieu commun pour sa description du Paradis terrestre : « Ici, c'est le printemps toujours, toutes fleurs et tous fruits. »
Au Moyen Âge, ce terme est fréquemment utilisé. Dans Milagros de Nuestra Señora (es), Gonzalo de Berceo décrit un pré merveilleux de sources et de verdeur — c'est l'un des exemples les plus notables de ce concept dans la littérature espagnole. Dans Beowulf, la localité de Heorot est un locus amoenus jusqu'à ce que Grendel l'attaque.
Dans le Décaméron de Boccace, le jardin où les dix narrateurs racontent leurs histoires est un paysage idéalisé.

### Renaissance
Le locus amoenus est aussi un thème populaire dans les œuvres des figures de la Renaissance telles que L'Arioste et Le Tasse.
Dans les œuvres de William Shakespeare, le locus amoenus est l'espace — ce que Northrop Frye appelle « a green world » (« un monde vert ») — qui se trouve hors des limites de la ville. C'est là que les passions érotiques peuvent être librement explorées, hors de la civilisation et cachées de l'ordre social qui tend à supprimer et réguler le comportement sexuel, ainsi que dans Comme il vous plaira. Le lieu est mystérieux et obscur, féminin, opposé à la rigide structure civile masculine, tel que l'on peut le lire dans Le Songe d'une nuit d'été et Titus Andronicus. Il utilise ainsi cette expression dans son long poème Vénus et Adonis.

### Baroque
Dans L'Astrée d'Honoré d'Urfé, l'action se déroule dans le Forez. Cette région est décrite par le narrateur et par les personnages comme étant bucolique, ce qui en fait un parfait locus amoenus.

### Moderne
Au XIXe siècle, Arthur Rimbaud utilise comme locus amoenus dans son poème Le Dormeur du val la Nature verdoyante, fraîche et protectrice, dans une stratégie rhétorique pour produire un effet communicatif frappant et inattendu. À la fin du XIXe siècle, Edmond Rostand a recours au locus amoenus dans Cyrano de Bergerac lorsque le personnage éponyme déclare son amour à Roxanne. Ce cadre lui servira de masque en se faisant passer pour Christian, personnage aimé par Roxanne, dans la scène du balcon, III, 7.
Au XXe siècle, le locus amoenus apparaît dans l'œuvre de T. S. Eliot, sous forme de Roseraie dans Burnt Norton, ainsi que dans la Comté et la Lothlórien de J. R. R. Tolkien.
Un locus amoenus peut aussi servir pour mettre en évidence les différences entre les vies urbaine et rurale.
Il peut enfin être un refuge du processus du temps et de la mortalité.